# 金美齢
金 美齢（きん びれい、繁体字: 金美齡, ラテン文字転写: Kim Bí-Lîng、1934年（昭和9年）2月7日 - ）は、台湾出身の日本人の社会批評家、コメンテーター、政治運動家。
学校法人柴永国際学園JET日本語学校名誉理事長、元中華民国総統府国策顧問。夫・周英明との間に1男1女。TBSテレビ営業局部長の小山（旧姓・周）麻那は長女。
長年台湾独立運動に関わってきた。

## 来歴
1934年（昭和9年）、日本統治時代の台湾の台北の裕福な家庭に生まれる。1953年（昭和28年）に台北市内の台北市立第一女子高級中学を卒業後は結婚、国際学舎（留学生会館）に勤務した。
1956年、22歳の時離婚。1959年（昭和34年）、25歳で早稲田大学第一文学部英文学科に留学。翌1963年（昭和38年）に同大修士課程に進学。1964年（昭和39年）、東京大学大学院博士課程在学中の周英明と再婚（学生結婚）し、1男1女をもうける。1971年（昭和46年）、早稲田大学大学院文学研究科博士課程単位取得退学。
早稲田大学の大学院生時代から、聖心女子学院高等学校・東京女子大学・東京理科大学で非常勤講師を歴任。早稲田大学では、1996年（平成8年）3月まで20年以上、英語非常勤講師を務めた。1975年（昭和50年）から1976年（昭和51年）まで、ケンブリッジ大学客員研究員として渡英。
日本滞在中の1962年（昭和37年）、台湾独立運動を推進していた台湾青年社（後の台湾独立建国連盟）に参加。早大在学中には、台湾独立建国連盟が発行する機関紙の英語版編集長を務め、他の台湾人留学生らと大学同窓会「台湾稲門会」を結成。そのため、夫と共に反政府活動家として政府のブラックリスト（黒名単）に登録された。旅券は剥奪され、日本で事実上の亡命生活を送った。
1987年（昭和62年）7月15日、台湾で1949年（昭和24年）5月20日以来38年間続いた戒厳が解除。翌年、李登輝が台湾人初の中華民国総統に就任。台湾民主化の流れの中でブラックリストを解除され、31年ぶりに帰国した。翌1988年（昭和63年）、学校法人柴永国際学園（3月）、JET日本語学校（4月）を設立。
2000年（平成12年）に発足した民進党の陳水扁政権では、日本に亡命していた黄昭堂ら、ブラックリスト組の200余名らとともに、中華民国総統府国策顧問の一員となった。
2005年（平成17年）2月28日に総統府国策顧問を辞任、同年5月20日に復帰したが、2006年（平成18年）6月2日に総統府が機構改革のため国策顧問ポストを置かないことになり再辞任。
2009年（平成21年）9月、日本へ帰化。
2017年（平成29年）秋の叙勲で旭日小綬章を受章。

## 人物
- 2001年（平成13年）2月に小林よしのりの『台湾論』出版とともに立法院が小林の台湾入国禁止を決定すると、台湾のテレビ討論番組に出演して「私は中華民国を認めない」と発言[要出典]。これに対し他の出席者から、「中華民国の国策顧問が中華民国を認めないというのならば、即刻辞任しろ」と迫られると、「私は陳水扁総統の国策顧問であって、中華民国の国策顧問ではありません。私を辞任させられるのは陳総統だけです」と応酬した[4][注 1]。その後、小林の入国禁止措置は解除された[要出典]。
- 2002年11月、東京都立川市曙町の女性総合センターで開催されていた「国際交流フェスタ」の催しの一つとして「アジアの今を語る」と題した金の講演が予定されていたが、11月19日に「立川市民及び在勤者」を名乗る中国人ら計18人が「金氏は台湾独立の象徴そのものであり、講師に呼ぶことは中国人に対する侮辱」と記した抗議文を立川市と主催者側へ提出。主催者側は11月25日に予定していた講演を中止した[5]。
- 2010年（平成22年）10月、約3年間の期間限定で「美齢塾」を開講。
- 2012年（平成24年）9月5日、金、三宅久之、長谷川三千子など保守系の著名人28人は、同年9月の自由民主党総裁選挙に向けて、「安倍晋三総理大臣を求める民間人有志の会」を発足させた[6][注 2]。同日、同団体は安倍晋三の事務所に赴き、出馬要請をした[17][8]。金は長谷川とともに代表幹事を務めた。9月26日、総裁選が実施され、安倍が当選した。
- 安倍晋三の資金管理団体「晋和会」へ年間100万円以上の政治献金をおこなっていた[18]。2021年（令和3年）には150万円を献金した[19]。2014年（平成26年）8月、NHKプロデューサーを務める義理の息子（長女の夫）が、身分を一般人であるように偽りやはり献金をしていたとして、晋和会は政治資金規正法違反（虚偽記載）で告発されている[20]。
- 「日台は運命共同体」とあると何度も述べており「日本は台湾とともにある」ことが台湾のみならず日本を救うことであるとしており、“今日の香港、明日の台湾、明後日の沖縄”を胸に刻むべきだとしている[21]。

## 発言

### 社会保障について
社会保障の負担増について批判の声をあげる者には否定的であり、「健全に運営されるためにはそれなりの財源が確保されるべき」として高齢者層に負担増の覚悟を求めるとともに「老後とは人生の総決算。貧困も孤独死も、自ら歩んだ道のりの終着点なのだ」と自己責任論を述べている。
また、「弱者のほうが声高にものが言える社会なら、誰もが弱者になったほうが楽ということになる」「頑張ろうという気力、自助の精神が日本人の中から失われている」「民主党の我欲迎合のバラ撒き愚策を津波が洗い落としたということ」とも述べている。

### 永住外国人参政権に関して
2000年（平成12年）、「永住外国人の地方参政権付与法案」に関する、当事者の在日韓国・台湾人を交えた民間非営利団体主催の討論会にて、在日韓国人の代表として出席した朴昌憲が「私は戦前から日本国籍を持ち、日系朝鮮族として学徒動員された。だが、終戦後の1952年、突然、日本国籍を奪われた。参政権が欲しいなら日本に帰化しろというが、もともと国籍をもっていた私たちが、どうして新しく『国籍をください』という必要があるのか。参政権は差別撤廃の象徴だ」として 旧植民地出身者やその子孫である「特別永住者」への地方参政権付与は、「日本の戦後処理」と迫ったのに反論し、「参政権は永住者に得になるが、私はあえて反対だ」と訴えた。「韓国人の参政権要求は日本へのルサンチマン（恨み）だ。一世の恨みを二世、三世に刷り込んで、彼らは日本で本当に幸せに暮らせるのか。日本と運命をともにしたい人が国籍を取り、参政権をもつべきだ」とし、「日本人は参政権を、あまりに軽視している。この問題を通じて、日本人こそ日本とは何かを真剣に考えるべきだ」と提案した。

### 韓国関係
2012年（平成24年）夏に竹島の領有権を巡って日韓で対立が生じた際、韓流ファンの女性たちについて「今回の一連のことで、韓流スターといわれる人たちが日本をどう捉えていたのかが、はっきりしたんじゃないでしょうか？ 結局、日本の女性たちのお財布が目的でしかないということでしょう？ 文化交流や親善の美名のもとに、日本の女性ファンはコケにされてきたんです。韓国人のホストクラブもあるようですが、それもこれも韓国に利用されているだけ。日本の女性として恥ずかしくないんでしょうか？韓流ファンの女性が日本の恥晒しと言われるのも納得できます。韓流ファンの女性たちは、もっと現実を見たほうがいいわね」とコメントした。

### バラク・オバマについて
2014年（平成26年）2月23日、テレビ番組『たかじんのそこまで言って委員会』で、バラク・オバマの一般教書演説が内政に多くを割いたことについて問われ「そもそもオバマ氏が出てきた大統領選挙。もしオバマさんが白人だったら、あのレベルの政治家では大統領に当選しなかったと私は思ってるわけ。あの当時、やっぱりある種の旋風が巻き起こったんですよ」と述べた。

## 著書

### 単著
- 『自分の人生、自分で決める : 言うべきことを言う女の生き方』講談社〈講談社ニューハードカバー〉、1998年11月。ISBN 4-06-264087-2。
- 『世界一豊かで幸せな国と、有難みを知らない不安な人々』PHP研究所、1999年9月。ISBN 4-569-60729-2。
- 『隣の国からみた日本』國民會館〈國民會館叢書 28〉、1999年11月。
- 『金美齢の直言』ワック、1999年12月。ISBN 4-89831-013-3。
- 『日本人に生まれて幸せですか』海竜社、2000年11月。ISBN 4-7593-0645-5。
- 『金美齢の私は鬼かあちゃん』黙出版、2001年11月。ISBN 4-900682-61-6。
- 『金美齢と素敵な男たち』ワック、2002年7月。ISBN 4-89831-041-9。
- 『誰のために生きるのか : 人生の危機は知恵と勇気で乗り越える』海竜社、2003年3月。ISBN 4-7593-0757-5。
- 『三家族11人で暮らしてみたら : 三世代同居物語』扶桑社、2003年8月。ISBN 4-594-04162-0。
- 『「鬼かあちゃん」のすすめ : 鍛えてこそ子は伸びる』小学館〈小学館文庫〉、2004年7月。ISBN 4-09-405481-2。
- 『日本が子どもたちに教えなかったこと』PHPエディターズ・グループ、2005年4月。ISBN 4-569-64276-4。
- 『日本ほど格差のない国はありません！』ワック〈Wac bunko〉、2006年12月。ISBN 978-4-89831-558-3。
- 『いま日本に期待すること』國民會館〈國民會館叢書 68〉、2007年1月。
- 『日本は世界で一番夢も希望もある国です！』PHP研究所、2007年6月。ISBN 978-4-569-69201-2。
- 『日本人の覚悟』ワック〈WAC bunko〉、2007年7月。ISBN 978-4-89831-565-1。
- 『夫婦純愛』小学館、2007年10月。ISBN 978-4-09-387747-3。
- 『凛とした生き方 : 自分の人生、自分で決める』PHP研究所、2007年12月。ISBN 978-4-569-69521-1。
- 『戦後日本人の忘れもの : 金美齢の直言』ワック〈Wac bunko〉、2008年1月。ISBN 978-4-89831-576-7。
- 『日本の果たす役割と進むべき方向 : 第34回防衛セミナー講演集』隊友会〈防衛開眼 第34集 「日本の安全と平和を考える」シリーズ〉、2008年3月。
- 『凛とした母親が日本を救う』PHP研究所、2008年7月。ISBN 978-4-569-70103-5。
- 『政治家の品格、有権者の品格』ゴマブックス、2008年8月。ISBN 978-4-7771-0892-3。
- 『金美齢の「老後は人生の総決算」です！』海竜社、2008年12月。ISBN 978-4-7593-1048-1。
- 『「おひとりさま」で幸せですか』PHP研究所、2009年7月。ISBN 978-4-569-77033-8。
- 『私は、なぜ日本国民となったのか』ワック〈Wac bunko B-117〉、2010年2月。ISBN 978-4-89831-617-7。
- 『凛とした日本人』PHP研究所、2011年6月。ISBN 978-4-569-79663-5。
- 『美しく齢を重ねる』ワック〈Wac bunko〉、2011年11月。ISBN 978-4-898-31653-5。
  - 新版『九十歳美しく生きる』ワック〈Wac bunko〉、2017年
- 『政治家の品格、有権者の品格』ゴマブックス、2013年2月。ISBN 4777124290。
- 『愛国心 : 日本、台湾—我がふたつの祖国への直言』ワニブックス・プラス新書、2020年

### 共著・編著・共編著
- 深田祐介『鍵は「台湾」にあり！ : 「日・台」新関係がアジアを変える』文芸春秋、1996年3月。ISBN 4-16-351320-5。
- 黄昭堂『大中華主義はアジアを幸福にしない』草思社、1997年7月。ISBN 4-7942-0763-8。
- 福原義春『「不良少女」からコスモポリタンに』求龍堂〈福原義春サクセスフルエイジング対談〉、1998年12月。ISBN 4-7630-9841-1。
- 小林よしのり、高橋史朗・濤川栄太『子どもは待ってる！親の出番』黙出版、1999年2月。ISBN 4-900682-37-3。
- 櫻井よしこ『自立できない国日本 : 勇気があれば人生は拓ける』日本文芸社、1999年9月。ISBN 4-537-02714-2。
- 深田祐介『敵は中国なり : 日本は台湾と同盟を結べ』光文社、2000年11月。ISBN 4-334-97283-7。
- 周英明『日本よ、台湾よ : 国を愛し、人を愛すること』扶桑社、2001年1月。ISBN 4-594-03043-2。
- 小林よしのり『入国拒否 : 『台湾論』はなぜ焼かれたか』幻冬舎、2001年7月。ISBN 4-344-00095-1。
- 石原慎太郎『東京の窓から日本を』文春ネスコ、2001年10月。ISBN 4-89036-130-8。
- PHP研究所 編『検証・靖国問題とは何か』文春ネスコ、2002年7月。ISBN 4-569-62266-6。
- テリー伊藤、趙宏偉『お笑い日中戦闘宣言！』実業之日本社、2003年7月。ISBN 4-408-32177-X。
- 「諸問題の解決の鍵は、親が変わること」、全国少年補導員協会、社会安全研究財団 編『わが国の少年非行の現状におもう : 21世紀に生きる若人たちのたくましい成長を願って : 少年問題シンポジウム』全国少年補導員協会、2004年3月。
- 石原慎太郎・志方俊之・金美齢述「法の不備のもと国民を守るのは誰か」、『正論』編集部 編『憲法の論点 : 『正論』傑作選』産経新聞ニュースサービス、2004年10月。ISBN 4-594-04810-2。
- 金子勝、姜尚中・小林よしのり・高野孟・西部邁・樋口恵子・森本敏 著、田原総一朗(責任編集) 編『「愛国心」「国益」とはなにか。 : 朝まで生テレビ！』アスコム、2004年2月。ISBN 4-7762-0133-X。
- 櫻井よしこ『女は賢く勁くあれ！』ワック〈Wac bunko〉、2008年9月。ISBN 978-4-89831-589-7。
- 金美齢述「日本の若者、ハッキリ言って「甘えすぎ」です」、Voice編集部 編『クビ切り不要！ : 大リストラ時代への処方箋』PHP研究所〈Voice select〉、2009年5月。ISBN 978-4-569-70876-8。
- 渡部昇一、八木秀次『日本を讒（ざん）する人々 : 不作為の「現実主義」に堕した徒輩を名指しで糺す』PHP研究所、2009年10月。ISBN 978-4-569-70810-2。
- 「私は吸わない。けれど「嫌煙権を振りかざすのはいじめです」」、喫煙文化研究会 編『愛煙家通信』 NO.1、ワック、2010年3月。ISBN 978-4-89831-143-1。
- 「元気は食に在り、食は元気に在る」、『Oconomission』 2010巻、オタフクソース、2010年9月。
- 岡野弘彦・高橋史朗・畠山圭一・松浦光修「君たちが、日本のためにできること : 大学生に伝えたい祖国との絆」明成社、2011年3月
- 長谷川三千子「この世の欺瞞 : 「心意気」を忘れた日本人」PHP研究所、2014年10月 ISBN 978-4569821184

### 翻訳
- ベティ・パオ・ロード『中国の悲しい遺産 : この四十年の検閲なき証言』草思社、1992年11月。ISBN 4-7942-0480-9。
- 王文山『七つの中国 : 21世紀中国の覇権主義から全人類を守るために』文藝春秋、1997年12月。ISBN 4-16-353720-1。
- 鄒景雯『台湾よ : 李登輝闘争実録』産経新聞ニュースサービス、2002年12月。ISBN 4-594-03830-1。

### 雑誌寄稿
『月刊りぶる』、『月刊自由民主』（自由民主党機関紙）

## 出演番組
- 報道2001（フジテレビ、2007年（平成19年）12月16日）
- ビートたけしのTVタックル（テレビ朝日、2007年（平成19年）7月23日）
- いつみても波瀾万丈（日本テレビ、2007年（平成19年）7月1日）
- 朝まで生テレビ!（テレビ朝日）
- 金美齢と素敵な仲間たち（日本文化チャンネル桜）
- 太田光の私が総理大臣になったら…秘書田中。（日本テレビ）
- たかじんのそこまで言って委員会→そこまで言って委員会NP（読売テレビ）
  - 準レギュラー、2004年（平成16年）4月から月1回のペースで出演。隔週収録が定着した2010年頃からは月2回のペースで出演。
- 未来ビジョン 元気出せ!ニッポン! 2010年11月13日『アジアのリーダーとしての日本』（BS11）